# Bioparque Vesty Pakos

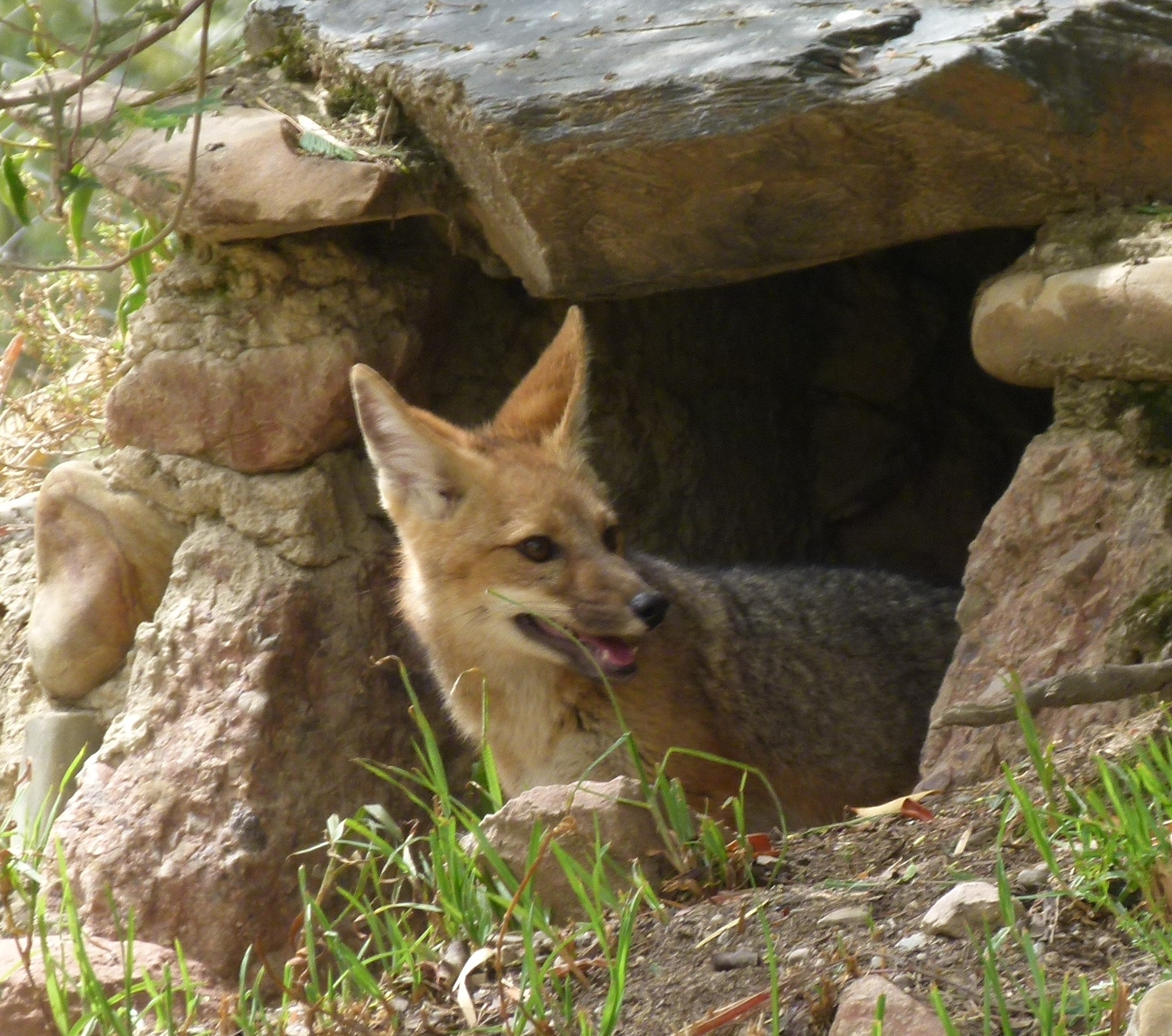
Zorro Andino Lycalopex culpaeus en su recinto

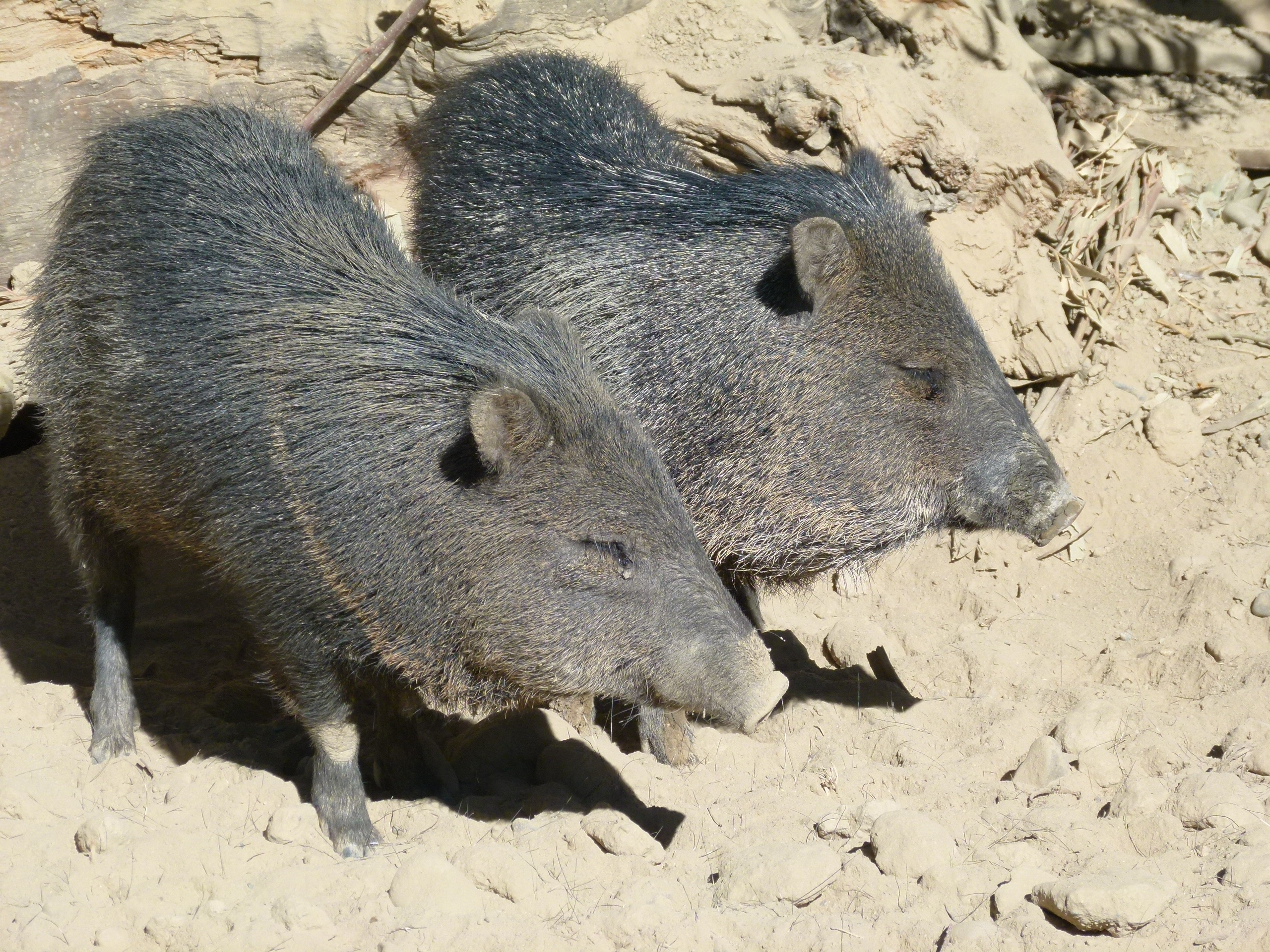
Pecarí pecarí tajucu en el Bioparque

El Bioparque Municipal Vesty Pakos, también conocido por su antigua denominación Zoológico Municipal de La Paz es un centro de custodia de fauna silvestre inserto en el Parque nacional Mallasa, al sureste de la ciudad de La Paz, en Bolivia. Es administrado por el Gobierno Municipal de La Paz y es el primer centro de custodia de Bolivia en ser parte de la Asociación Latinoamericana de Parques, Zoológicos y Acuarios (ALPZA)
Cuenta con la categoría de Bioparque que tiene el objetivo de albergar especies silvestres en recintos que recreen sus hábitats naturales con el propósito de sensibilizar, concientizar y educar sobre la problemática de tráfico, tenencia ilegal y comercialización de fauna silvestre. Además de llevar a cabo programas de conservación, rehabilitación, reinserción y liberación en sus hábitats naturales.

## Características del Bioparque
El Bioparque Municipal Vesty Pakos se encuentra a 3250 m s. n. m. y a una distancia de 14 kilómetros del centro de la ciudad de La Paz en el Macro Distrito Mallasa dentro del Área Protegida Parque Nacional Mallasa y cuenta con una superficie de 22.4 hectáreas. 

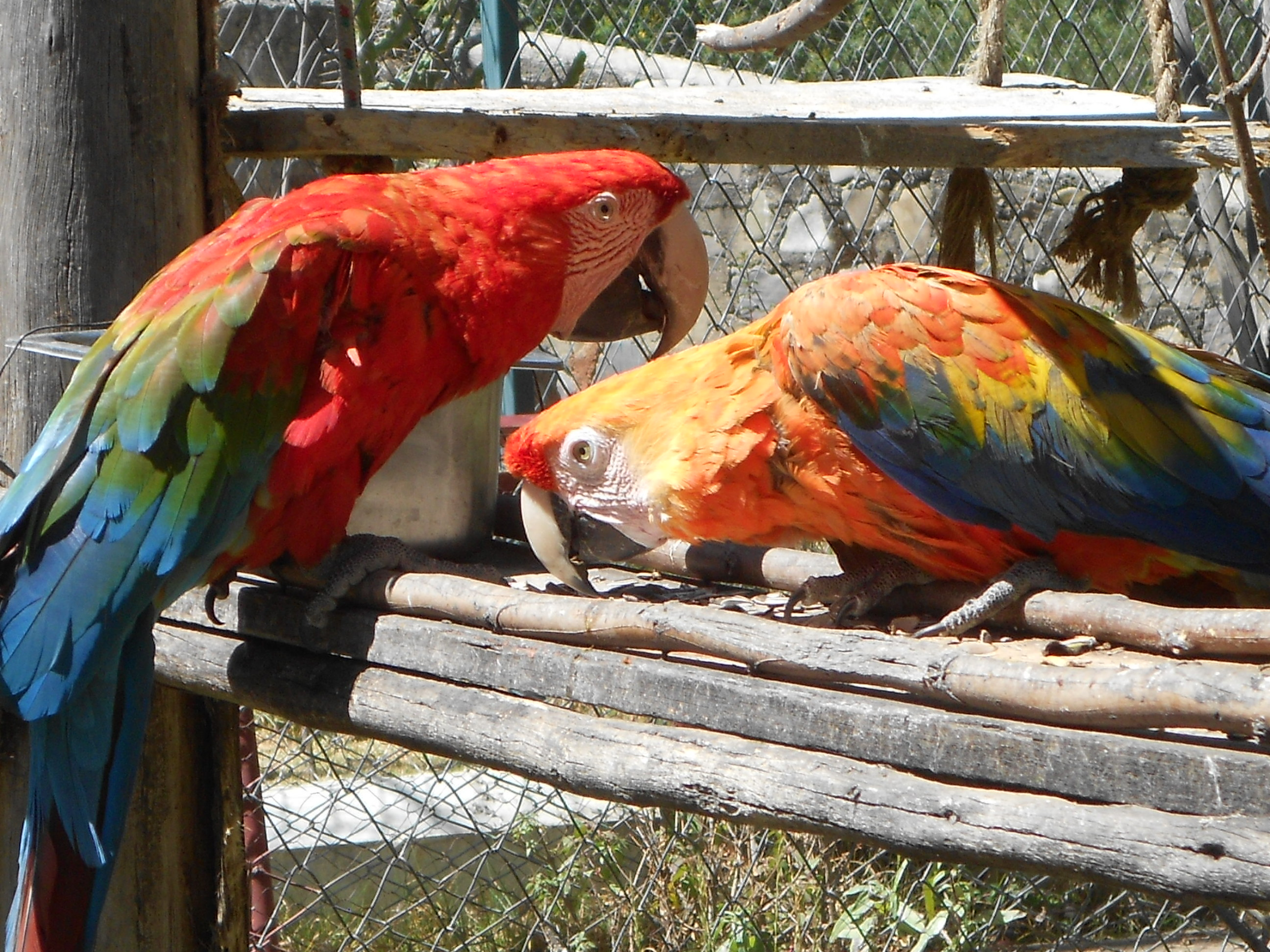
Parabas Ara chloropterus en Aviario Mayor del Bioparque

### Áreas del parque
El Bioparque cuenta con diferentes recintos destinados a albergar a la fauna silvestre. Entre ellos se encuentra el espacio destinado a camélidos denominado Wari Pacha que significa tierra de vicuñas, la fosa de osos, la fosa de pumas denominado Pumasani o lugar de los pumas, el reptilario denominado Jararanku que significa lagartija, un espacio de cóndores denominado Domo de Cóndores, entre otros, también cuenta con una laguna artificial con un mirador.

### Especies albergadas
En 2020 albergaba más de 520 individuos silvestres de 70 especies. Casi todos provienentes del tráfico de animales.  Y el 70% de los individuos pertenece a especies amenazadas de Bolivia. Otros animales albergados provienen de programas de conservación como el de flamencos altoandinos.
Al encontrarse emplazado dentro del Área Protegida Parque Nacional Mallasa, el Bioparque también protege a la fauna silvestre representativa del Valle de La Paz. Desde mamíferos como el murciélago longirostro negro, reodores silvestres, marsupiales, y vizcachas, más de 45 especies de aves entre residentes y visitantes como el azulejo thraupis sayaca, el perico cordillero gris psilopsiagon aymara, el carpintero andino colaptes rupicola, entre otros, además de aves migratorias que encuentran en el Bioparque un lugar de descanso y alimentación. Según el Club Ornotológico de La Paz  Cóndores en el Bioparque se avistan las siguientes aves: garza nycticorax nycticorax, cormorán phalacrocorax brasilianus, sinsonte mimus dorsalis y entre otras especies. También cuatro especies de anfibios habitan en el Bioparque; la ranita arbícola Hypsiboas riojanus, el sapo o thoko Rhinella spinulosa, el jaampatito Pleurodema cinereum y el más amenazado del Valle de La Paz el Gastrotheca marsupiata. 
En 2022 el Bioparque estuvo 44 días cerrado por una restructuración interna. De esa manera, el 9 de julio del 2022, reabrió sus puertas con la modalidad de visitas guiadas y educativas en grupos de 20 a 25 personas con horarios fijos de martes a domingo.
En 2022 se implementó  un Comité Científico, conformado por el Colegio de Biólogos de La Paz, el Colegio de Veterinarios de La Paz, la Asociación Boliviana de Salud en Fauna Silvestres (ABOSFAS), entre otras instituciones. Ete Comité tiene por objetivo asesorar y dar seguimiento a las actividades realizadas dentro del Bioparque.

## Historia del Bioparque

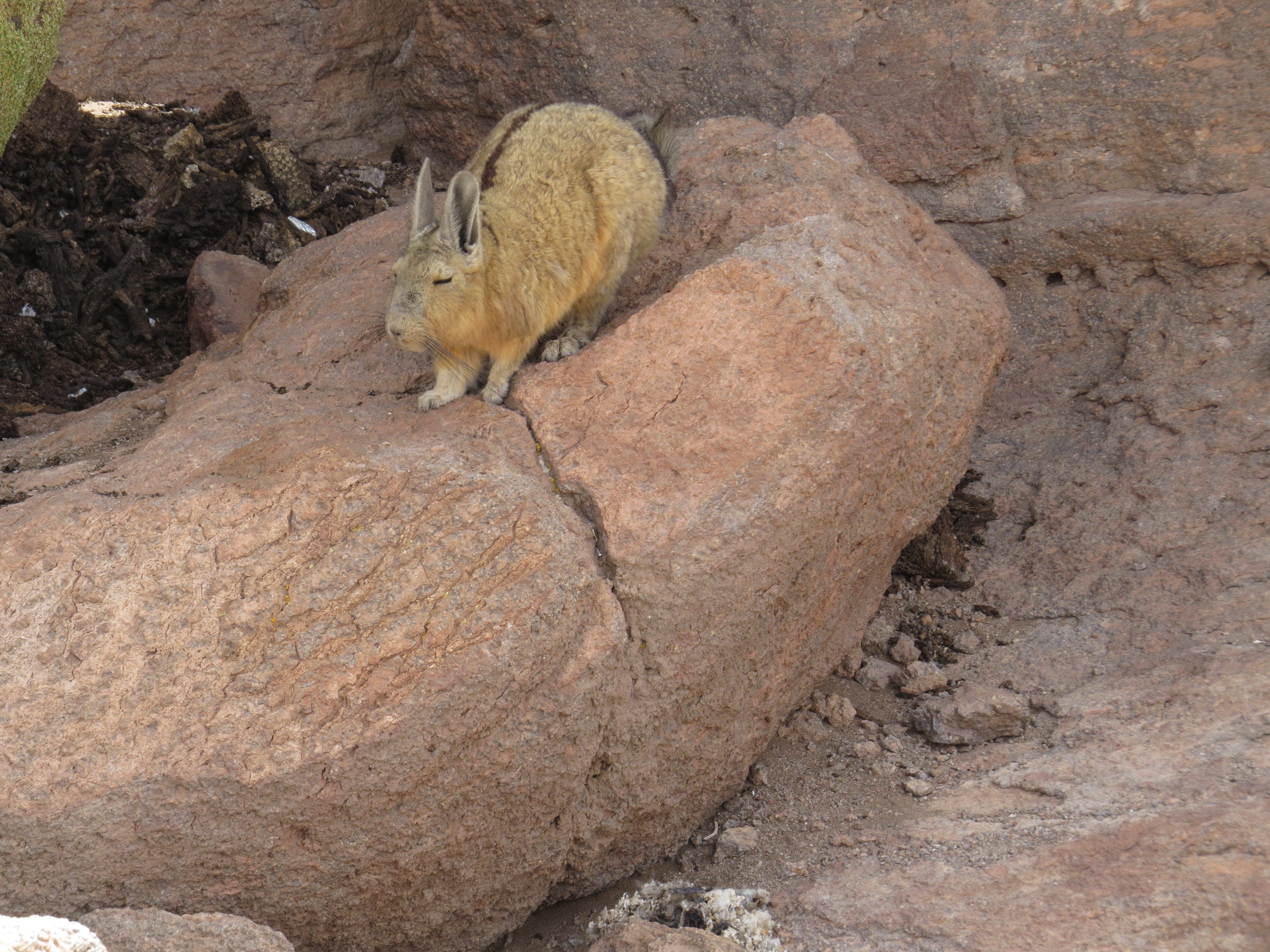
Avistamiento de vizcacha Lagidium viscacia en el Bioparque

En  el Parque Urbano Central de La Paz, antiguamente denominado parque Roosevelt, se encontraba el antiguo vivero municipal en el cual las personas abandonaban o donaban animales silvestres, principalmente monos. Con el paso del tiempo se convirtió en un pequeño zoológico que se denominó Parque de los Monos.
Durante años la población pidió a las autoridades el traslado del Parque a un lugar más adecuado para los animales y más alejado del centro de la ciudad. El lugar elegido por las entonces autoridades ediles fue el Área Protegida Parque Nacional Mallasa.
Durante la gestión del alcalde paceño Julio Mantilla Cuéllar se coordinó el traslado del Parque de los Monos al Área Protegida Parque Nacional Mallasa. El encargado de esta labor fue Silvestre Pakos Sofro, herpetólogo austriaco que desarrolló una importante labor como naturalista en Bolivia. 
Silvestre Pakos Sofro conocido como Vesty,  proyectó para el Zoológico de Mallasa programas de educación ambiental, programas de conservación de especies, vinculación con otros zoológicos nacionales e internacionales para intercambio de información y nuevas técnicas de manejo de fauna, así como recintos más amplios y adecuados para la fauna silvestre albergada.
El 21 de septiembre de 1993 se fundó el Zoológico Municipal Vesty Pakos en conmemoración a Vesty Pakos, quién no pudo ver concretada su obra dado que falleció en meses previos a la fundación. 
Desde la promulgación del "Reglamento para la custodia para la fauna silvestre", elaborado por la Dirección General General de Biodiversidad y Áreas Protegidas (DGBAP) dependiente del Ministerio de Medio Ambiente y Agua (MMAyA) el año 2017, los zoológicos en Bolivia que tenían licencia de funcionamiento pasaron a denominarse Centros de Custodia de Fauna Silvestre. La norma señala que al momento de renovar los ex zoológicos deben adoptar sus planes de manejo a las diferentes categorías de centros de custodia establecidos.
De esa manera, el Zoológico Municipal Vesty Pakos con la aprobación de su Plan de Manejo, a principios del año 2020 y al cumplir con los requisitos para la categoría de Bioparque establecidos en la norma, pasó a denominarse Bioparque Municipal Vesty Pakos

## Programas de Conservación de especies en el Bioparque

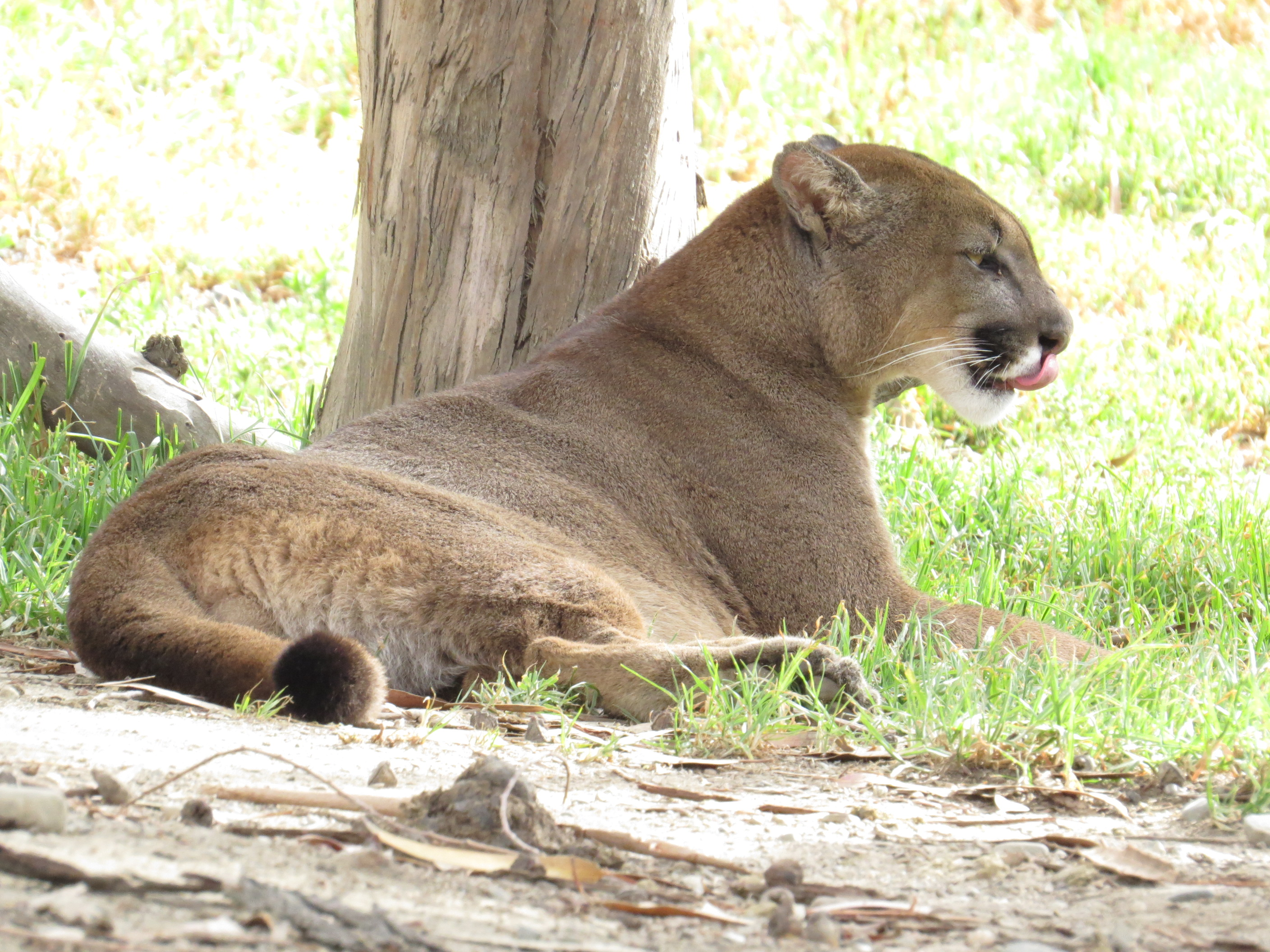
Puma en Pumasani, lugar de los pumas en el Bioparque

El Bioparque Municipal Vesty Pakos tiene como objetivo convertirse en un centro de custodia líder en la conservación de especies silvestres por lo que en el marco de su Plan de Manejo desarrolla diferentes programas de conservación de la fauna boliviana.

### Vultur gryphus
El año 2016 en el marco de un Programa de Conservación del cóndor de Los Andes se logró la reproducción en cautiverio de una pareja de cóndores, la cría de cóndor nació el 20 de noviembre de ese mismo año, fue una hembra bautizada como Illimani.

### Flamencos
En enero del 2017, 14 huevos de dos especies de flamencos del sur de Bolivia; tres huevos de Flamenco andino y 11 huevos de Flamenco de James fueron extraídos de sus nidos por pobladores de Quetena Chico en la Reserva Nacional de Fauna Andina Eduardo Abaroa. Dentro del Programa de Conservación de flamencos estos huevos fueron rescatados y empollados en el Bioparque gracias al apoyo de Sylvan Height Bird Park. Actualmente residen en un recinto denominado Parinacota o lugar de los flamencos.

### Telmatobius culeus
A partir del año 2019 nueve ranas gigantes del Lago Titicaca correspondientes a la especie Telmatobius culeus forman parte de un Programa de Conservación de esta especie en peligro de extinción por la contaminación de su hábitat, por el tráfico y su comercialización.

## Fauna silvestre del Bioparque
El Bioparque Vesty Pakos alberga 70 especies silvestres entre ellos tejones, tortugas, loros, monos, halcones, águilas y quirquinchos.  Todos ellos fueron derivados por la Autoridad Ambiental Competente al Bioparque tras ser rescatados y/o decomisados del tráfico, tenencia ilegal o comercialización de fauna silvestre. Y pasaron por un programa de rehabilitación previa a a su traslado, de acuerdo a su especie.
Con el fin de evitar estrés, así como conductas anormales en los animales, el equipo de profesionales biólogos y veterinarios y el cuerpo de guarda faunas del Bioparque, aplican cinco tipos de estímulos: enriquecimiento alimenticio, físico, social, ocupacional y sensorial.

### Fauna silvestre rehabilitada que se encuentra albergada en el Bioparque
Entre la fauna silvestre rehabilitada en el Bioparque Municipal Vesty Pakos se encuentran:
- Ajayu, ejemplar de oso jucumari , rescatado en edad adulta del departamento de Cochabamba donde fue atacado por pobladores. Fue rehabilitado en el Bioparque y derivado al Refugio de Vida Silvestre Senda Verde en el marco del trabajo conjunto entre centros de custodia de fauna silvestre de Bolivia donde actualmente reside.
- Luna, oso hembra de jucumari, llegada como osezna desde Cochabamba.
- Panchito, ejemplar de mono araña, donado por una persona que lo tenía como mascota.
- Negrita, ejemplar de mono araña, también criada como mascota.
- Rajad, puma rescatada tras quedar huérfana en el Departamento de Beni.[24]
- Manolo, vicuña donada por el Club The Strongest.[25]
- Vico, vicuña, rescatada de un espacio deportivo.[24]
- Bruno, venado andino, criado como mascota cerca al lago Titicaca.
- Carmelo, puma, rescatado tras sufrir la pérdida de su hermano y su madre cazados en Torotoro.[24]
- Arpi, ejemplar de águila arpía, rescatada de polluela.[24]
- Steven, loro frente celeste, rescatado de los yungas.[24]
- Lola, ejemplar de pecarí hembra, rescatada de Irupana[24].
- Furby ejemplar de Búho ventribandeado rescatado de Los Yungas de La Paz cuando era un polluelo.[24]

### Fauna silvestre reinsertada
Entre la fauna silvestre reinsertada tras ser rehabilitada en el Bioparque se pueden citar:
- Jacobo, un Gato andino , encontrado en Patacamaya , llevado a La Paz y liberado en el Parque nacional Sajama[24] en 2016.
- Kay, un puma rescatado en el barrio de Achumani de la ciudad de La Paz. Tras 53 días en el Bioparque Vesty Pakos fue liberado en el Parque nacional y Área Natural de Manejo integrado Cotapata.[26]
- Maria, un alkamari o Phalcoboenus megalopterus después de rehabilitarse por un mes en el Bioparque fue liberado a su hábitat.[27]
- Palca, una cóndor, que fue rescatada en el municipio del mismo nombre tras caer de las alturas y no poder nuevamente emprender vuelo fue rehabilitación durante dos meses en el Bioparque y después liberada con un transmisor GPS.[28]
- Una garza colorada pecho castaño, agamia agami, que impactó en vuelo contra un edificio del centro paceño, fue rehabilitada en el Bioparque y liberada en la zona Manchego en los Yungas.
- Yaco, un cóndor, que retornó a los cielos tras tres semanas de rehabilitación en el Bioparque.[29]

## Actividades educativas y voluntariado
El Bioparque Municipal Vesty Pakos desarrollado diferentes actividades educativas ligados con la sensibilización y concientización sobre la vida silvestre, entre ellas destacan:
- Programa de niños guardafaunas denominado Pequeños Guadafaunas.[1]
- Una actividad de visita nocturna al Bioparque para conocer hábitos de especies silvestres nocturnas denominada Exploradores Nocturnos.[30]
- Programa de Voluntarios que desarrolla sus actividades en las diferentes áreas que conforman el Bioparque.

## Horarios de atención
Sus horarios de atención son:
- Lunes cerrado por mantenimiento.
- Martes a domingo, incluido feriados, de horas 10:00 a 15:00.El ingreso y el recorrido en el Bioparque se realiza sólo a través de visitas guiadas y educativas.